# Литовський національний драматичний театр
Литовський національний драматичний театр (лит. Lietuvos nacionalinis dramos teatras) — театр драми в столиці Литви, Вільнюсі, заснований в 1940. Розташовується за адресою проспект Гедімінаса 4 (лит. Gedimino pr. 4). Символом театру є скульптурна композиція «Три музи» авторства Станісловаса Кузма.

## Історія
Заснований у 1940, відкрився 6 жовтня 1940 виставою «Надія» (або «Загибель „Надії“») за п'єсою Германа Геєрманса в постановці режисера Р. Юкнявічюса. Спочатку театр розташовувався в будівлі за адресою Басанавічяуса 13. У нинішній будівлі, на проспекті Гедімінаса, театр розташовується з 1951.
- Під час Другої світової війни театр діяв як Вільнюський міський театр.
- У 1944-1947 — Вільнюський державний театр драми (Vilniaus valstybinis dramos teatras).
- У 1947-1955 — Литовський державний театр драми (Lietuvos valstybinis dramos teatras).
- 1955-1988 — Литовський державний академічний театр драми (Lietuvos valstybinis akademinis dramos teatras).
- З 2005 Литовським національним драматичним театром керує (генеральний директор) Адольфас Вечерскіс (Adolfas Večerskis).

Литовський драматичний театр здійснює різдвяні постановки для дітей, а також успішно бере участь в міжнародних фестивалях і конкурсах. У його репертуар входять як твори класиків (Софокл, Шекспір, Достоєвський, Чехов, Лорка, Беккет), так і роботи сучасних драматургів, включаючи литовських авторів.
У 2001 Литовський національний драматичний театр увійшов до складу Європейської Театральній Конвенції. У роботі театру з'явилося кілька нових напрямків. Стало більше постановок за творами литовських авторів. У багатьох нових виставах театру відчувається пошук, експеримент з новими формами, режисери більше звертаються до сучасної драматургії («Стоп машина» Хармса, «Гість» Шмітта).
У правилах спеціально обумовлено: у приміщеннях театру куріння заборонено.